# Dark Project II: The Metal Age
Dark Project II: The Metal Age (Thief II: The Metal Age) è il secondo videogioco della serie Thief, il seguito di Dark Project: L'ombra del ladro.
I Looking Glass Studios pubblicarono il seguito di Thief nel 2000. Utilizzando lo stesso Dark Engine del primo Thief, Thief II aveva praticamente quasi lo stesso aspetto e forniva le stesse sensazioni, con solo alcuni piccoli miglioramenti grafici e di programmazione. Il gameplay di base era fondamentalmente simile al titolo precedente, ma erano stati aggiunti molti altri elementi, compresi diversi gadget tecnologici e magici. Altri cambiamenti riguardavano un aumento dei possibili comportamenti dell'AI e l'aggiunta di guardie e soldati femminili.
Rispondendo alle critiche mosse al Thief originale, le missioni in questo secondo titolo della saga erano state progettate attorno a tipici comportamenti da ladro, e la maggior parte del gioco era spesa derubando gli abitanti più ricchi della Città, piuttosto che nel combattere mostri.

## Trama e missioni
Dal fallimento del Dark Project, Garrett è tornato alla sua vita criminale di sempre, mentre la Città attraversa profondi cambiamenti. Dagli Hammeriti si è generata una setta scismatica, l'Ordine dell'Ingranaggio, che ha iniziato a mutare il volto della città potenziandola tecnologicamente e dotandola di impianti di illuminazione, telecamere e automi di sorveglianza e nuovi sistemi di sicurezza, tutte opere del geniale Padre Karras, ex-Hammerita venerato come profeta dai suoi discepoli dell'Ordine dell'Ingranaggio, i Meccanicisti.
- Running Interference: La prima missione è un tutorial; l'obiettivo di Garrett è introdursi nella tenuta Rumford e liberare la serva Jenivere, fidanzata di Basso, un compare di Garrett.
- Shipping... and Receiving: A causa di problemi di fondi causati dal nuovo sceriffo della Guardia cittadina, Garrett si accolla un lavoro più semplice e rapido: depredare i depositi merci al porto.
- Framed: Un misterioso mandante incarica Garrett di introdursi di nascosto nella stazione di Shoalsgate, centrale della Guardia cittadina, e incastrare con prove false uno dei collaboratori dello sceriffo, lo zelante tenente Hagen.
- Ambush!: Recatosi a un appuntamento d'affari al pub, Garrett si ritrova improvvisamente circondato dagli armigeri della Guardia cittadina, con l'ordine esplicito dello sceriffo Truart di fare giustizia sommaria, ma grazie ad una bomba accecante il ladro riesce a guadagnare la strada e dovrà attraversare la Città per raggiungere un rifugio sicuro.
- Eavesdropping: Contattato dai Custodi, Garrett viene invitato ad ascoltare le profezie sull'Era del Metallo lette dall'Interprete Caduca, ma il ladro si mostra più interessato a capire perché lo sceriffo Truart lo voglia morto. Segue quindi un indizio del Custode Artemus e si reca al tempio meccanicista di Eastport; introdottosi nel perimetro di soppiatto, Garrett spia una conversazione tra Truart e il leader dei Meccanicisti, i quali sono evidentemente in affari: il corrotto sceriffo fornisce a Karras derelitti, criminali e prostitute raccolti dalla Guardia e questi li trasforma tramite crudeli esperimenti in schiavi senza volontà, di cui poi fa dono ai nobili della Città per degli scopi ancora oscuri.
- First City Bank and Trust: Scoperto il losco accordo tra lo sceriffo e Padre Karras, Garrett pianifica di impadronirsi di prove che lo certifichino per mettere alle strette Truart e costringerlo a lasciarlo in pace: la registrazione meccanica di una conversazione fra Karras e Truart, riposta nelle casseforti della First City Bank and Trust, sembra fare al caso suo.
- Blackmail: Ottenute le prove incriminanti contro lo sceriffo, Garrett decide di introdursi nella sua sontuosa residenza per incontrarlo faccia a faccia e ricattarlo; giunto alla meta, scopre però con sorpresa che Truart è appena stato assassinato nella sua camera da letto.
- Trace the Courier: Sul luogo del delitto di Truart, Garrett ha trovato una chiave appartenente alla tenente Mosley, una collaboratrice dello sceriffo che si trovava in disaccordo con lui riguardo all'accanita persecuzione dei Pagani che lui propugnava; il ladro quindi pedina la donna e subito dopo un agente pagano al quale lei lascia una lettera segreta, ma il percorso viene interrotto da un'imboscata di Meccanicisti presso il cimitero, ove il Pagano si rifugia dopo essere stato ferito.
- Trail of Blood: Attraverso un portale Garrett segue la traccia di sangue lasciata dal morente Pagano e finisce prima in un villaggio, i cui abitanti pagani sono stati sterminati dai Meccanicisti, e poi nel Maw of Chaos, ove nel precedente gioco aveva sventato i piani dell'Ingannatore. Ivi il ladro incontra una sua vecchia conoscenza, Viktoria, la compagna dell'Ingannatore; la driade gli fa un'offerta che non può rifiutare: lei rinuncerà alla vendetta e lui in cambio la aiuterà a contrastare il comune nemico rappresentato dai Meccanicisti.
- Life of the Party: Viktoria incarica Garrett di scoprire di più sui piani di Padre Karras; a tale scopo il ladro si introduce nel suo palazzo, Angelwatch, ove si sta tenendo un ricevimento con molti nobili invitati, cui Karras suole regalare le sue creature meccaniche.
- Precious Cargo: Dai materiali raccolti ad Angelwatch Garrett intende che Karras crede di essere lo strumento scelto dal dio Costruttore per realizzare il paradiso in terra, e all'isola di Markham, un vecchio covo di pirati ora possesso dei Meccanicisti, si potrebbero trovare maggiori informazioni al riguardo; Viktoria quindi incarica il ladro di rintracciare Lotus, un suo agente, e Fratello Cavador, il Meccanicista cui Padre Karras ha delegato il Progetto Cetus.
- Kidnap: Poiché Cavador non era all'isola di Markham, Garrett si intrufola sul sottomarino Cetus Amicus per raggiungere il sito KD per cercarlo lì e sequestrarlo; la meta si rivela essere Karath Din, la città dei Precursori che Garrett aveva già visitato nel primo gioco; la città è anch'essa caduta nelle mani dei Meccanicisti, che ivi stanno conducendo scavi e ricerche.
- Casing the Joint: Dall'interrogatorio di Cavador, Viktoria ricava che il piano di Karras riguarda delle antiche maschere e un misterioso e letale composto chiamato "gas ruggine"; Garrett decide quindi di fare un sopralluogo nella magione del ricco lord Gervasius, che appunto colleziona maschere antiche e si trova in contatto con il leader meccanicista.
- Masks: Intrufolatosi di nuovo nella residenza di Gervasius, Garrett si impossessa di un marchingegno chiamato "coltivatore".
- Sabotage at Soulforge: Riuniti tutti i pezzi del puzzle, a Viktoria il piano di Padre Karras è ormai chiaro: il folle profeta ha installato coltivatori nelle maschere che indossano gli schiavi da lui regalati ai nobili della Città, in modo tale che i marchingegni sintetizzino il gas ruggine e lo diffondano nell'aria; l'esito finale sarebbe lo sterminio totale di tutti gli esseri viventi e la realizzazione del mondo perfetto, privo di vecchiaia, malattie e vizi, in cui Karras sogna di vivere da solo con i suoi "figli" (le creazioni meccaniche che egli ama morbosamente). Karras si è già asserragliato a Soulforge, la sua cattedrale, ove intende chiudersi ermeticamente, attivare i coltivatori e attendere che il gas compia il suo scopo. Viktoria quindi dichiara che l'unica speranza è attaccarlo proprio lì, ma Garrett si rifiuta, ritenendola una missione suicida; la driade allora affida la guida dei Pagani ai suoi luogotenenti Dyan e Lorkspur e muove all'attacco da sol. Informato dal Custode Artemus, Garrett corre perciò a Soulforge, ove però il destino di Viktoria è ormai segnato: separata dalla terra da cui trae potere, la driade può solo aprire una breccia tra le difese meccaniche della cattedrale, prima di venire da esse distrutta. A Garrett quindi non resta che portare a compimento quest'ultima missione: si infiltra a Soulforge e sabota le antenne di comunicazione per i segnali degli automi meccanicisti, ordinandogli di radunarsi dentro la cattedrale, e infine fugge; quando quindi Karras sigilla l'edificio e avvia l'operazione, si ritrova intrappolato assieme alle sue letali creazioni e, attonito, rimane vittima del suo stesso piano.

Nell'epilogo l'Era del Metallo si vede conclusa: con Padre Karras morto, l'Ordine dell'Ingranaggio si scioglie e le loro tecnologie, prive di qualcuno che sappia alimentarle e ripararle, si guastano e vanno irrimediabilmente perdute. Lo sconcertato Garrett si incontra ancora con Artemus e stavolta accetta di sapere da lui cosa i misteriosi tomi dei Custodi nascondono sugli eventi accaduti nella Città.

## Thief II: Gold
I Looking Glass Studios stavano lavorando su un'espansione per Thief II: The Metal Age, intitolata probabilmente Thief II: Gold, nel 2000, periodo in cui fallirono.
Non si sa molto di questo titolo, ma apparentemente doveva aggiungere tre missioni alla trama di base, una delle quali doveva risolvere la sottotrama del Libro della Cenere (a cui si fa riferimento sia in Thief: Gold che in Thief II: The Metal Age), che salta fuori mentre Garrett indaga sui rapporti fra Karras e un oscuro ordine di negromanti.

## Thief 2X: Shadows of the Metal Age
Qualche tempo dopo il fallimento dei Looking Glass Studios, un piccolo gruppo di fan entusiasti ha colto l'opportunità di espandere l'universo di Thief usando DromEd. Il risultato è stato un'espansione non ufficiale intitolata Thief 2X: Shadows of the Metal Age. Il gioco, anche se semplice espansione di Thief II, presenta una nuova protagonista: una giovane donna di nome Zaya. Le caratteristiche dell'espansione sono simili a quelle dei giochi Looking Glass: level design complesso, una lunga campagna (tredici complesse missioni), filmati introduttivi e conclusivi alle varie missioni pre-renderizzati, effetti sonori e voci nuove e grafica originale.
Questa espansione è freeware e può essere scaricata dal sito degli sviluppatori Archiviato il 17 luglio 2007 in Internet Archive., ma richiede il possesso di una copia originale di Thief II per essere giocata.

## Codice sorgente
Nel 2009 una copia completa del codice sorgente del Dark Engine fu scoperto in possesso di un ex dipendente della defunta Looking Glass Studios che all'epoca lavorava per la Eidos Interactive.  Il codice aveva il set completo delle risorse dell'engine, incluse le librerie necessarie per completare il codice.
Nel tardo aprile del 2010, un utente del forum Dreamcast Talk disassemblò il contenuto del kit di sviluppo del Dreamcast, che aveva comprato. Il contenuto del kit includeva tra le altre cose, alcune informazioni di un porting per Thief 2 e System Shock 2 per il Dreamcast. Nel dicembre del 2010, fu scoperto che c'era un compact disk incluso nel kit e il contenuto fu messo a disposizione online, vi era anche una copia del sorgente del Dark Engine, senza però le necessarie librerie per compilare il codice.
Nel settembre 2012, un significativo aggiornamento non ufficiale del Dark Engine fu pubblicato anonimamente in un forum francese, molto probabilmente basato sul codice sorgente del Dreamcast. Questa patch estese i limiti dell'engine, introducendo il supporto per le schede grafiche e del suono, e naturalmente il supporto alle nuove versioni di Windows. La patch è ora giunta alla versione "1.25" introducendo i sottotitoli non previsti dall'engine. Inizialmente non ufficiale, venne poi inclusa nell'edizione ufficiale venduta su GOG.com.

## DromEd
DromEd è un editor di livelli. In origine era stato usato per il level design di Thief: The Dark Project, ma dopo una petizione dalla community dei fan fu reso pubblico, così come le versioni successive.
Ci sono quattro differenti versioni di DromEd: è chiamato tale in Thief: The Dark Project e Thief Gold, in Thief II The Metal Age è stato chiamato DromEd 2, e per ultimo per System Shock 2 conosciuto comunemente come "ShockEd".
Il nome dell'editor di livelli, DromEd, è un riferimento al progetto iniziale per la quale era stato creato - un gioco basato sulle leggende di Re Artù e Camelot - il Cammello divenuto Dromedario e accorciato in DromEd. DromEd è stato usato dai fan per creare centinaia di missioni per Thief e Thief II, e anche alcune missioni per System Shock 2.